# Arthur Machen
Arthur Machen (3. března 1863 Caerleon, dnes část Newportu – 15. února 1947 Amersham, Buckinghamshire) byl velšský spisovatel, kočovný herec, novinář, překladatel a okultista.
Byl členem společnosti Zlatý úsvit.

## Dílo
- The Great God Pan, (1890–1894, Velký Bůh Pan)
- The Inmost Light, (1894, Nejniternější světlo, též Vnitřní světlo)
- The Three Impostors, (1895, Tři podvodníci)
  - The Novel of the White Powder (Bílý prach)
- The Secret Glory, (psáno 1899–1908; otištěno 1922, Tajná sláva)

### České překlady
- Vnitřní světlo : Velký bůh Pan, přeložil Jiří Živný, KDA, svazek 12, Praha : Kamilla Neumannová, 1905
- Tři podvodníci, román, překlad Staša Jílovská, Praha : V. Petr, 1927
- Sanatorium smrti, překlad Jiří Živný, upravil Michal Žák, Brno : MOR, 1991
- Velký bůh Pan, překlad Jiří Živný, upravil Michal Žák, Brno : MOR, 1992
- Vnitřní světlo, překlad Staša Jílovská a Jiří Živný, Praha : Aurora, 1993, ISBN 80-901603-0-1 - obsahuje:
  - Vnitřní světlo,
  - Tři podvodníci,
  - Rudá ruka,
  - Velký bůh Pan,
- Bílí lidé, překlad Jaroslav Kučera, Praha : Volvox Globator, 1994, ISBN 80-85769-26-3
- Otevření dveří, překlad Milan Žáček, Praha : Aurora, 1999, ISBN 80-85974-60-6
- Hrůza, překlad Jaroslav Kučera, Praha : Volvox Globator, 2017, ISBN 978-80-7511-384-9
- Temnota nepomíjí, překlad Patrik Linhart, Praha: Malvern, 2019, ISBN 978-80-7530-201-4
- Pahorek snů, překlad Patrik Linhart, Praha: Malvern, 2022, ISBN 978-80-7530-386-8